# The Final Countdown (Lied)
The Final Countdown (deutsch „Der finale Countdown“) ist ein Lied der schwedischen Hard-Rock-Band Europe, das von Joey Tempest geschrieben und von Kevin Elson produziert wurde. Es erschien 1986 auf dem gleichnamigen Album und war dessen erste Single-Auskopplung. Das Lied ist das bekannteste und erfolgreichste von Europe.

## Entstehung
Das Lied basiert auf einem Keyboard-Riff, den Joey Tempest zwischen 1981 und 1982 auf einem KORG Polysix geschrieben hatte. Das Keyboard hatte er sich von Mic Michaeli ausgeliehen. 1985 überzeugte Bassist John Levén Tempest, ein Lied um das Riff zu basteln. Tempest nahm zuerst ein Demo auf, das er seinen Bandkollegen vorspielte.
Zuerst waren die Reaktionen der Band gemischt, wie sich Gitarrist John Norum erinnerte:

“When I first heard the synth intro to ‘The Final Countdown’, my reaction was: No, this is nuts. We just can’t use this. Thank God they didn’t listen to me.”

„Als ich das Synthesizer-Intro von ‚Final Countdown‘ zum ersten Mal hörte, war meine Reaktion: Nein, das ist verrückt. Wir können das nicht benutzen. Zum Glück haben sie nicht auf mich gehört.“

Joey Tempest bestätigte später, dass der Widerstand der anderen Musiker sehr groß war, er sich aber am Schluss doch durchsetzen konnte.
Als Inspiration diente der Text des David-Bowie-Klassikers Space Oddity aus dem Jahr 1969. Als Synthesizer verwendete Michaeli einen Yamaha TX816, der einen eher blechernen Sound spielte, und einen Roland JX-8P-Standard-Sound. Die beiden Klänge wurden gemischt und über verschiedene Spuren gleichzeitig abgespielt.
Als das Album fertig wurde, schlug Tempest vor, das Lied als erste Single zu veröffentlichen. Tatsächlich wollten die anderen Mitglieder The Final Countdown nie auskoppeln und hatten Rock the Night als erste Single eingeplant. Eigentlich war The Final Countdown nur als Eröffnungslied für Konzerte gedacht, denn die Band rechnete nicht damit, dass es ein Hit werden würde. Schließlich schlug aber auch das Label Epic Records The Final Countdown als erste Single vor, und die Band lenkte schließlich ein.

## Veröffentlichung
The Final Countdown wurde am 14. Februar 1986 veröffentlicht und ist bis heute der bei weitem größte Hit der Band. In den US-Billboard-Charts platzierte sich die Single in den Top 10 der Hot 100. In den Mainstream Rock Tracks erreichte es nur die Top 20 und wurde von der nächsten Single Superstitious getoppt. Außerhalb der Vereinigten Staaten jedoch wurde das Lied ein Welterfolg. Es konnte die Spitzenpositionen in 25 verschiedenen Ländern erreichen, unter anderem in Deutschland, dem Vereinigten Königreich, Frankreich, Schweden und Italien.
1999 erschien ein Dance-Remix des Liedes unter dem Titel The Final Countdown 2000. Produzent war Brian Rawling, der gerade mit Believe von Cher einen großen Hit hatte. Eine kleine Kontroverse entstand, als auf den ersten Pressungen das erste O in Countdown vergessen wurde. Das englische Wort cunt ist ein Slangausdruck, der im deutschen mit ‚Fotze‘ übersetzt werden kann. Die Single wurde in einigen Ländern, wie Deutschland und Schweden, ein Top-40-Erfolg. Die Band lehnte diese Version ihres Liedes ab.

## Musikvideo
Das Musikvideo wurde von Nick Morris zwischen dem 26. und 27. Mai 1986 auf einem Konzert in der Solnahallen in Solna mitgefilmt. Es enthält außerdem noch einige Szenen aus dem Soundcheck der Band.

## Live-Versionen
The Final Countdown gehört seit April 1986 zu einem Europe-Standard, das in jedem Set der Gruppe präsent ist. Einer der wichtigsten Live-Auftritte fand am 31. Dezember 1999 in Stockholm im Rahmen der Millenniumsfeierlichkeiten 1999/2000 statt, als die Gruppe zum ersten Mal mit zwei Lead-Gitarristen auftrat: John Norum und sein kurzzeitiger Nachfolger Kee Marcello teilten sich die Gitarrenparts.

## Trivia
Seit der Sendung zum Jahreswechsel 2016/2017 wird das Lied jährlich in Willkommen 20xx im ZDF während des Countdowns gespielt.

## Rezeption
Das Lied, zum Teil auch nur das Riff, wird auch heute noch bei verschiedenen Gelegenheiten, insbesondere im sportlichen Bereich, gespielt und ist ein Standardlied für viele aufstrebende junge Bands. Auch im Fernsehen ist es immer wieder zu hören, insbesondere in der Fernsehserie Arrested Development.
Das Lied wurde zudem in der Actionkomödie Manta – Der Film genutzt sowie jeweils im ersten Spiel der 100.000-Mark-Show.

### Chartplatzierungen
The Final Countdown
| ChartsChartplatzierungen       | Höchstplatzierung | Wochen |
| ------------------------------ | ----------------- | ------ |
| Deutschland (GfK)              | 1 (21 Wo.)        | 21     |
| Österreich (Ö3)                | 1 (22 Wo.)        | 22     |
| Schweden (GLF)                 | 1 (8 Wo.)         | 8      |
| Schweiz (IFPI)                 | 1 (19 Wo.)        | 19     |
| Vereinigte Staaten (Billboard) | 8 (18 Wo.)        | 18     |
| Vereinigtes Königreich (OCC)   | 1 (16 Wo.)        | 16     |

| ChartsJahrescharts (1986) | Platzierung |
| ------------------------- | ----------- |
| Deutschland (GfK)         | 9           |
| Österreich (Ö3)           | 28          |
| Schweiz (IFPI)            | 13          |

The Final Countdown 2000
| ChartsChartplatzierungen     | Höchstplatzierung | Wochen |
| ---------------------------- | ----------------- | ------ |
| Deutschland (GfK)            | 35 (6 Wo.)        | 6      |
| Schweden (GLF)               | 6 (10 Wo.)        | 10     |
| Schweiz (IFPI)               | 33 (6 Wo.)        | 6      |
| Vereinigtes Königreich (OCC) | 36 (4 Wo.)        | 4      |

### Auszeichnungen für Musikverkäufe
The Final Countdown

| Land/Region                  | Auszeichnungen für Musikverkäufe (Land/Region, Auszeichnung, Verkäufe) | Verkäufe  |
| ---------------------------- | ---------------------------------------------------------------------- | --------- |
| Australien (ARIA)            | Gold                                                                   | 35.000    |
| Dänemark (IFPI)              | Platin                                                                 | 90.000    |
| Deutschland (BVMI)           | Gold                                                                   | 250.000   |
| Frankreich (SNEP)            | Platin                                                                 | 1.000.000 |
| Italien (FIMI)               | Platin                                                                 | 70.000    |
| Japan (RIAJ)                 | Gold                                                                   | 100.000   |
| Kanada (MC)                  | Gold                                                                   | 50.000    |
| Neuseeland (RMNZ)            | 2× Platin                                                              | 60.000    |
| Niederlande (NVPI)           | Platin                                                                 | 100.000   |
| Portugal (AFP)               | Platin                                                                 | 60.000    |
| Spanien (Promusicae)         | Platin                                                                 | 20.000    |
| Vereinigtes Königreich (BPI) | Platin                                                                 | 600.000   |
| Insgesamt                    | 4× Gold · 9× Platin ·                                                  | 2.435.000 |

The Final Countdown 2000

| Land/Region     | Auszeichnungen für Musikverkäufe (Land/Region, Auszeichnung, Verkäufe) | Verkäufe |
| --------------- | ---------------------------------------------------------------------- | -------- |
| Schweden (IFPI) | Gold                                                                   | 15.000   |
| Insgesamt       | 1× Gold ·                                                              | 15.000   |

## Coverversionen

### Laibach
1994 veröffentlichte die ursprünglich aus dem Post-Industrial-Umfeld stammende slowenische Band Laibach eine Coverversion unter dem Titel Final Countdown auf dem Album NATO, auf dem sie „versuchte eine Verbindungslinie zwischen dem Nordatlantikpakt und der kapitalistischen Kulturindustrie herzustellen“, dies „[v]or allem in Bezug auf die neue weltpolitische Situation und den Umgang mit dem Osten“, und einer Single, die je nach Version Remixe von Juno Reactor, Mark Stent und Fortran 5 enthielt. Die Band trat aggressiver und militaristischer auf als die NATO selbst und deutete damit an, dass die NATO das westliche System auf dem Balkan und darüber hinaus etablieren wolle. Die Musik auf dem Album, die den gecoverten Liedern „anscheinend immer schon inhärent gewesen[en]“ militärischen Aspekt hervorhebt, kann daher als „Hintergrundmusik zur Realität in den NATO-Staaten“ angesehen werden. Im digital entstandenen Musikvideo zu Laibachs Version von Final Countdown „wird der NATO durch den virtuellen Staat NSK ein Gegengewicht entgegengesetzt: NSK als ein Staat, der sich nicht nur auf die Erde beschränkt, sondern ins gesamte Universum expandiert“, und die animierten Laibach-Mitglieder „gehen […] hier […] als Androiden in der totalen Depersonalisation auf“. Sie sind Bestandteil einer Maschine, die sie über ein Schachbrett kontrollieren, wobei „nur der Sänger über die Handlungskompetenz“ verfügt und mit einem Gesicht versehen worden ist, die anderen drei Musiker sind nicht voneinander zu unterscheiden „und als metallene Statuen gezeichnet“. Inspiriert vom Schallplattencover zu Europes Album, „auf welchem Karten mit Fotos der Bandmitglieder von der Erde aus, ins All fliegen“, wird in Laibachs Musikvideo Jože Plečniks Parlamentsentwurf mit NSK-Aufschrift gezeigt; dort werden NSK-Pässe gedruckt und dann durch eine Schleuse ins Weltall geschossen, wo sie in Richtung Mars fliegen, „wo sich dann das selbe [sic] Parlament mit der Aufschrift NSK Embassy Mars findet. Es wird der Eindruck erweckt, als ob die Parlamente mit einander ‚kommunizieren‘ würden bzw. sich austauschen, oder als ob es sich von einem Ort zum anderen bewegen würde, wie der Monolith aus 2001: Odyssee im Weltall.“

### Weitere Coverversionen
- 1987: London Symphony Orchestra
- 1989: Depp Jones
- 1994: Eläkeläiset (Jääkärihumppa)
- 1998: Jive Bunny & the Mastermixers (Rock the Party)
- 1999: Vision Divine
- 1999: Tocotronic (Let There Be Rock)
- 2000: Wisecräcker
- 2000: Dispatched
- 2001: Kirill Wsewolodowitsch Nemoljajew
- 2001: Excrementory Grindfuckers (The Final Grinddown)
- 2002: Norther
- 2004: Die Lollies (Live-Version)
- 2006: Manny Marc, DJ Reckless & Corus 86 feat. Frauenarzt (Deutschland ist Weltmeister)
- 2006: Fler (Intro)
- 2006: Crazy Frog
- 2006: Gigi D’Agostino
- 2007: Die Rockys (Der letzte Pflaumenbaum)
- 2007: Chamillionaire
- 2009: Der Popolski Show (Live-Version)
- 2009: Children of Bodom (Graspop Metal Meeting, 28. Juni 2009 – Live-Version)[46]
- 2009: Kirlian Camera
- 2012: Affiance
- 2012: Turetsky Choir (Live-Version)
- 2014: Van Canto
- 2015: Silent Knight
- 2017: Leo Moracchioli
- 2018: Browser Ballett (Backup-Reminder)[47]
- 2020: The Luckiest Man On Earth?
- 2022: Feuerschwanz